# 101 Kaime no Approach Shot
Vous êtes invité à donner votre avis sur cette page de discussion, de manière argumentée en vous aidant notamment des critères d’admissibilité ou en présentant des sources extérieures et sérieuses.  
Après avoir apposé le modèle {{Admissibilité}} sur une page, suivez les étapes expliquées sur Wikipédia:Débat d'admissibilité/Aide :
| 1. | Créez la page de débat d'admissibilité.                                                                      | Sauvegardez d’abord la page pour l’initialiser puis indiquez votre motivation.                    |
| 2. | Important : ajoutez une entrée dans la section Débat d'admissibilité du jour.                                | Utilisez ce texte : *{{L\|101 Kaime no Approach Shot}}                                            |
| 3. | Pensez à informer les contributeurs principaux de la page et les projets associés lorsque cela est possible. | Utilisez ce texte : {{subst:Avertissement débat d'admissibilité\|101 Kaime no Approach Shot}}~~~~ |

101 Kaime no Approach Shot (101回目のアプローチショット) est un jeu vidéo de golf développé et édité par Sante Fe, sorti en 1992 sur PC-98.

## Système de jeu
Le joueur doit remporter une série de parties de golf contre des adversaires variées. Le jeu se déroule à la première personne et repose sur un système de précision. Le joueur doit synchroniser son action avec une barre mobile située en bas de l'écran afin de déterminer la puissance et l'angle de son coup. Deux modes de jeu sont disponibles, chacun offrant une expérience différente.
Le monde entraînement permet au joueur de perfectionner ses compétences avant d'affronter un adversaire dans le mode principal. Il reprend les mécaniques du jeu tout en offrant la possibilité de choisir entre cinq niveaux de difficulté. De plus, des contraintes spécifiques, telles qu'une limite de coups ou de tours, peuvent être définies pour affiner la stratégie de jeu.
Dans le mode versus, le joueur affronte l’une des nombreuses adversaires disponibles, chacune étant une jeune femme issue de divers horizons professionnels et affichant un niveau de compétence variable. Avant le début du match, il est possible de consulter le profil de l’adversaire afin d’adapter sa stratégie.
Si le joueur parvient à obtenir un score inférieur à celui de son opposante, il débloque une séquence érotique de type visual novel mettant en scène cette dernière.